# Emmentaler Mühle
Emmentaler Mühle ist ein Wohnplatz auf der Gemarkung des Werbacher Ortsteils Werbachhausen im Main-Tauber-Kreis im Nordosten Baden-Württembergs.

## Geographie
Der Wohnplatz verdankt seinen Namen dem angrenzenden Emmental, dessen Graben im Bereich der ehemaligen Mühle von rechts ins Welzbachtal mündet.

## Kultur und Sehenswürdigkeiten
Am Wohnplatz befindet sich eine historische Mühle und mehrere Fachwerkhäuser. Siehe auch: Liste der Kulturdenkmale in Werbachhausen.

## Verkehr
Die L 2297, im Bereich der Emmentaler Mühle auch als Welzbachstraße bezeichnet, führt direkt am Wohnplatz vorbei. Der Welzbachtalradweg verläuft ebenfalls in unmittelbarer Nähe.